# Prințesa Maria Carolina de Bourbon-Două Sicilii
Prințesa Maria Carolina Ferdinanda de Bourbon-Două Sicilii (29 noiembrie 1820 – 14 ianuarie 1861) a fost prințesă a Casei de Bourbon-Două Sicilii și infantă a Spaniei prin căsătoria cu Infantele Carlos, Conte de Montemolín, pretendentul carlist la tronul Spaniei sub numele de Carlos al VI-lea.  
Maria Carolina a fost fiica regelui Francisc I al celor Două Sicilii și a celei de-a doua soții, Maria Isabella a Spaniei.